# عبد اللطيف الشواف
عبد اللطيف بن علي طه عبد الرزاق الشواف القيسي الكبيسي هو حقوقي واقتصادي عراقي شغل منصب وزير التجارة العراقي ومحافظ البنك المركزي العراقي.
ولد عام 1921 في البصرة، وتخرج من كلية الحقوق عام 1945، ثم عين قاضيا في محكمة صلح البصرة عام 1947. وشغل منصب رئيس لجنة تنظيم تجارة الحبوب ورئيسا لجمعية التمور العراقية بعد ثورة 14 تموز 1958.، وبقي قاضيا في البصرة للفترة 1950-1959.
شغل منصب وزير التجارة في حكومة عبد الكريم قاسم بعد التعديل الوزاري الثالث في 13 تموز 1959، والتي تغير اسم وزارة الاقتصاد لأول مرة إلى وزارة التجارة، فخلف وزير الاقتصاد الدكتور إبراهيم كبة، وبقي في المنصب حتى يوم 14 تشرين الثاني 1960، حيث شغل منصب وزير التجارة ناظم الزهاوي الذي كان محافظا للبنك المركزي العراقي، وبالمقابل شغل منصب محافظ البنك المركزي العراقي خلفا لناظم الزهاوي بتاريخ 15 تشرين الثاني 1960 حتى 31 كانون الأول 1962.
في بدايات 1969 غادر عبد اللطيف الشواف العراق بعد إعدام صديقه وعديله زكي عبد الوهاب وبقي في القاهرة، حيث أصيب بمرض ضمور عضلات الجسم وأصبح لا يقوى على حركة الساقين. وحينما غادر بغداد إلى القاهرة لتلقي العلاج والاستراحة والتفرغ للكتابة لم يقو على الوقوف على قدميه إلا بمساعدة الآخرين. ومن القاهرة غادر ــ بعد فترة غير قصيرة ــ إلى لندن لأستكمال العلاج، لكنه توفي في صبيحة 15 آب 1996.
من الجدير بالذكر أن ابني عمه هما وزير الصحة محمد عبد الملك الشواف وأخوه عبد الوهاب الشواف، وبعد ثورة الشواف قال عبد الكريم قاسم: «خسرنا شوافا وكسبنا شوافين».

## مؤلفاته
- حول قضية النفط في العراق[1][6]
- د.ن.برايت وقضية النفط في العراق[1]
- شخصيات نافذة[1]
- كتاب «عبد الكريم قاسم وعراقيون آخرون» صدر عن دار الوراق سنة 2004،[1][7] قام ابنه علي عبد اللطيف الشواف بالسعي لنشره.

## كتب عنه
- عبد اللطيف الشواف ... الأصالة العراقية المشردة، بقلم فاروق برتو في صحيفة الحياة اللندنية بتاريخ 2 فبراير 1998